# Klasse van stippelkorsten en achterlichtmossen
De klasse van stippelkorsten en achterlichtmossen (Verrucario-Schistidietea) is een klasse van syntaxa die rots- en muurvegetatie omvat die wordt gedomineerd door mossen- en/of korstmossen. 

## Naamgeving en codering
| Schistidietea apocarpi Jež. & Vondráček 1962 |

- Syntaxoncode voor Nederland (rVvN): r49
- BWK-karteringscode: km

De wetenschappelijke naam Verrucario-Schistidietea is afgeleid van de botanische namen van twee diagnostische soorten van de klasse. Dit zijn gewone stippelkorst (Verrucaria nigrescens) en muurachterlichtmos (Schistidium crassipilum).

## Ecologie

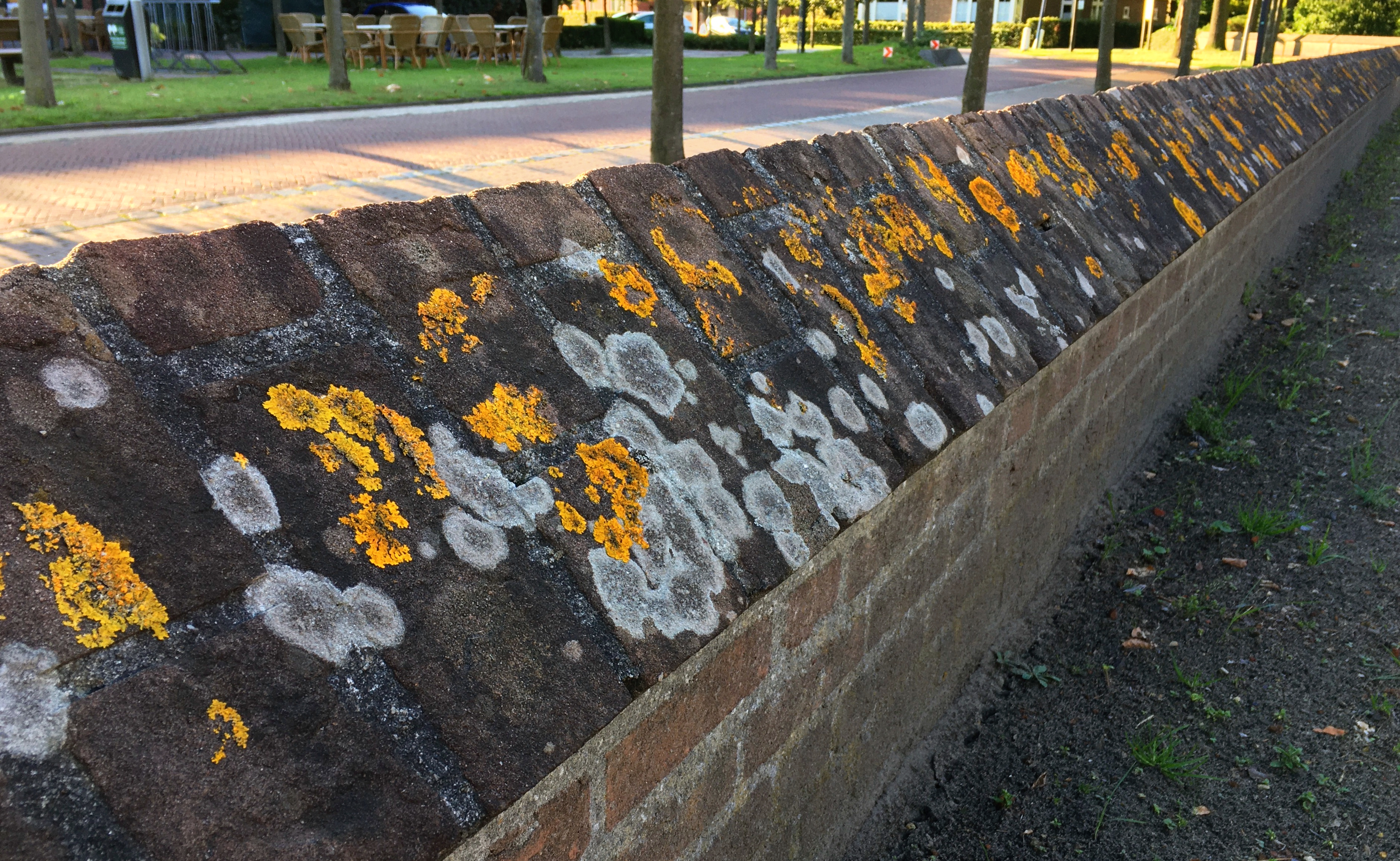
Associatie van oranje dooiermos

De gemeenschappen uit deze klasse komen voor op allerlei structuren van basenhoudende, stenige substraten op droge tot matig vochtige, niet tot weinig beschaduwde standplaatsen.

## Mycoflora
De klasse vormt een belangrijk habitat voor verscheidene zeldzame schimmels, zoals muursterretjesmosschijfje.

## Onderliggende syntaxa in Nederland
De klasse van stippelkorsten en achterlichtmossen wordt in Nederland vertegenwoordigd door twee orden.
- - achterlichtmos-orde (Schistidietalia)
    - achterlichtmos-verbond (Schistidion)
      - muisjesmos-associatie (Orthotricho-Grimmietum)

  - stippelkorst-orde (Verrucarietalia nigrescentis)
    - dambordjes-verbond (Circinarion calcareae)
      - dambordjes-associatie (Circinarietum contortae)

    - citroenkorst-verbond (Calogayion decipientis)
      - citroenkorst-associatie (Flavoplacetum citrinae)
      - sinaasappelkorst-associatie (Calogayetum pusillae)
      - associatie van oranje dooiermos (Xanthorietum calcicolae)

    - verbond van oosterse schotelkorst (Lecanorion pannonicae)
      - associatie van oosterse schotelkorst (Lecanoretum pannonicae)

- derivaatgemeenschap met kammos (DG Ctenidium molluscum-[Schistidion])
- rompgemeenschap met kerkschotelkorst (RG Lecanora antiqua-[Verrucarietalia nigrescentis])
- rompgemeenschap met steentjesmos (RG Leptobarbula berica-[Schistidion])

- rompgemeenschap met kopermos (RG Psilolechia leprosa-[Chrysotrichetea chlorinae/Racomitrio-Rhizocarpetea/Verrucario-Schistidietea])

## Bedreiging
De gemeenschappen uit de klasse van stippelkorsten en achterlichtmossen worden over het algemeen niet bedreigd en nemen kwantitatief toe door verstedelijking, verstening en eutrofiëring. Toch worden deze gemeenschappen wel kwalitatief bedreigd doordat men op veel plekken de vegetatie probeert te verwijderen door het gebruik van hogedrukreinigers. Ook vormt de komst van gepolijste grafstenen en glazen grafstenen op begraafplaatsen een bedreiging voor veel van de gemeenschappen.

## Fotogalerij

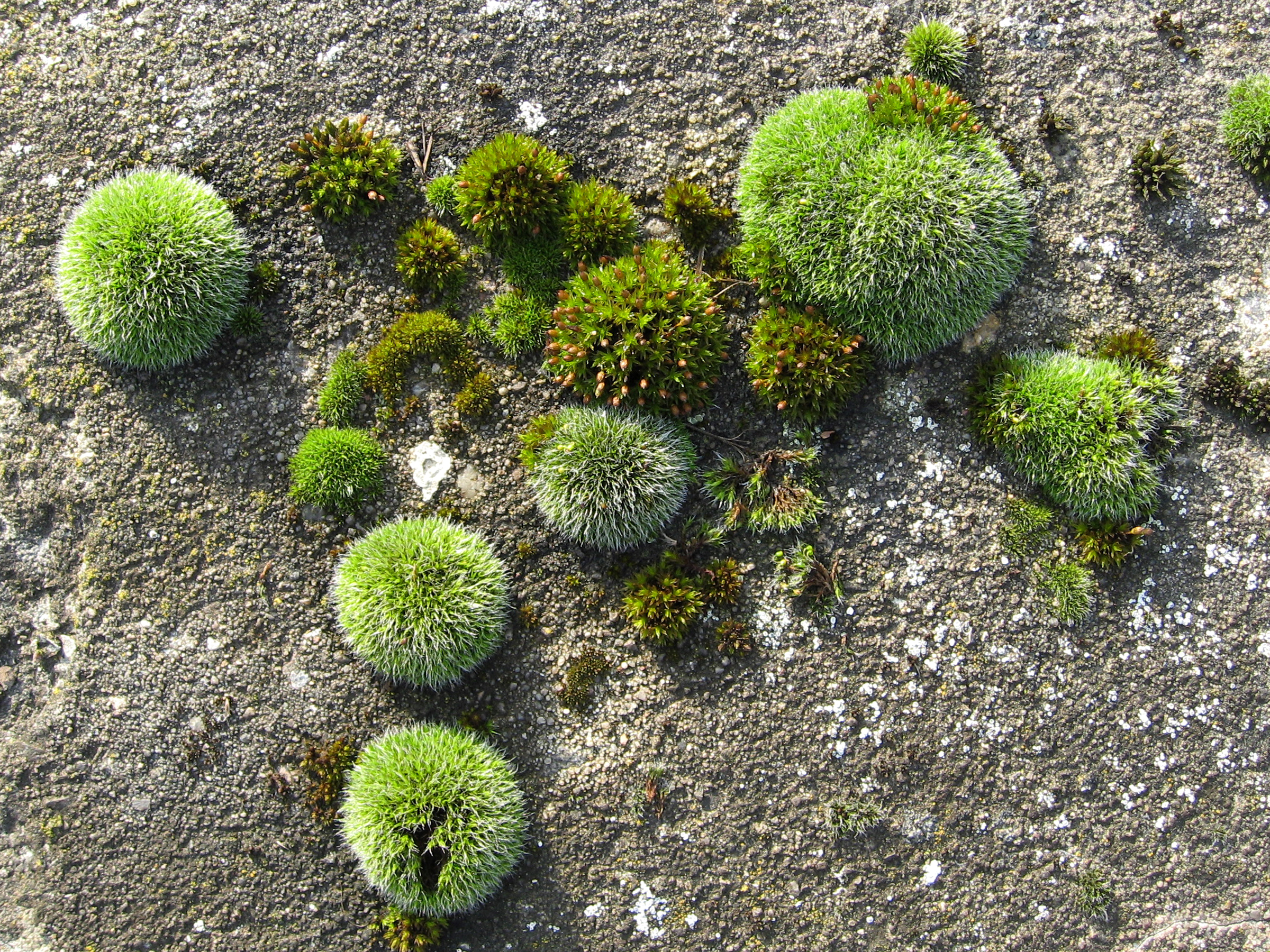
Close-up van de muisjesmos-associatie
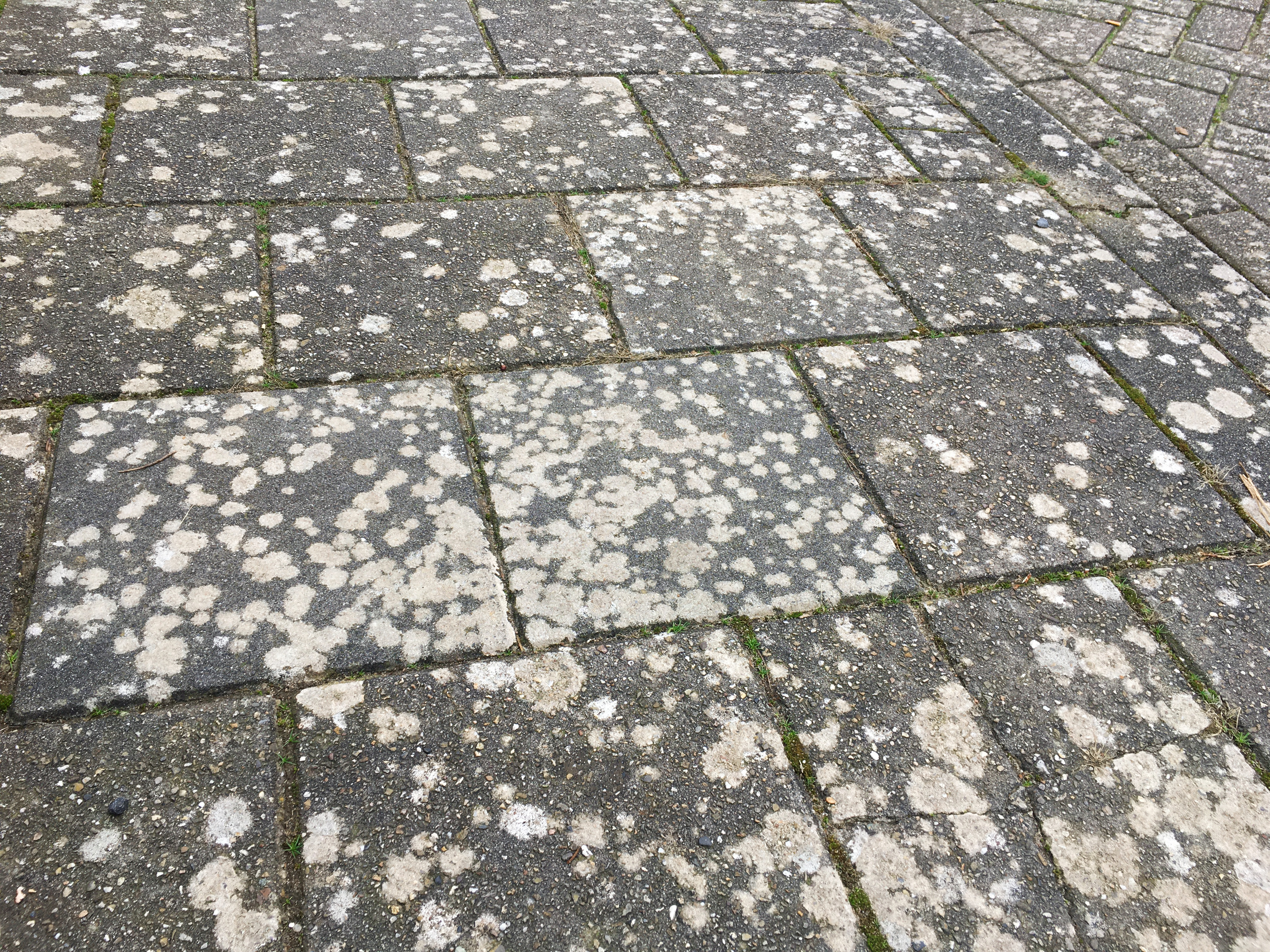
Stoep met de dambordjes-associatie
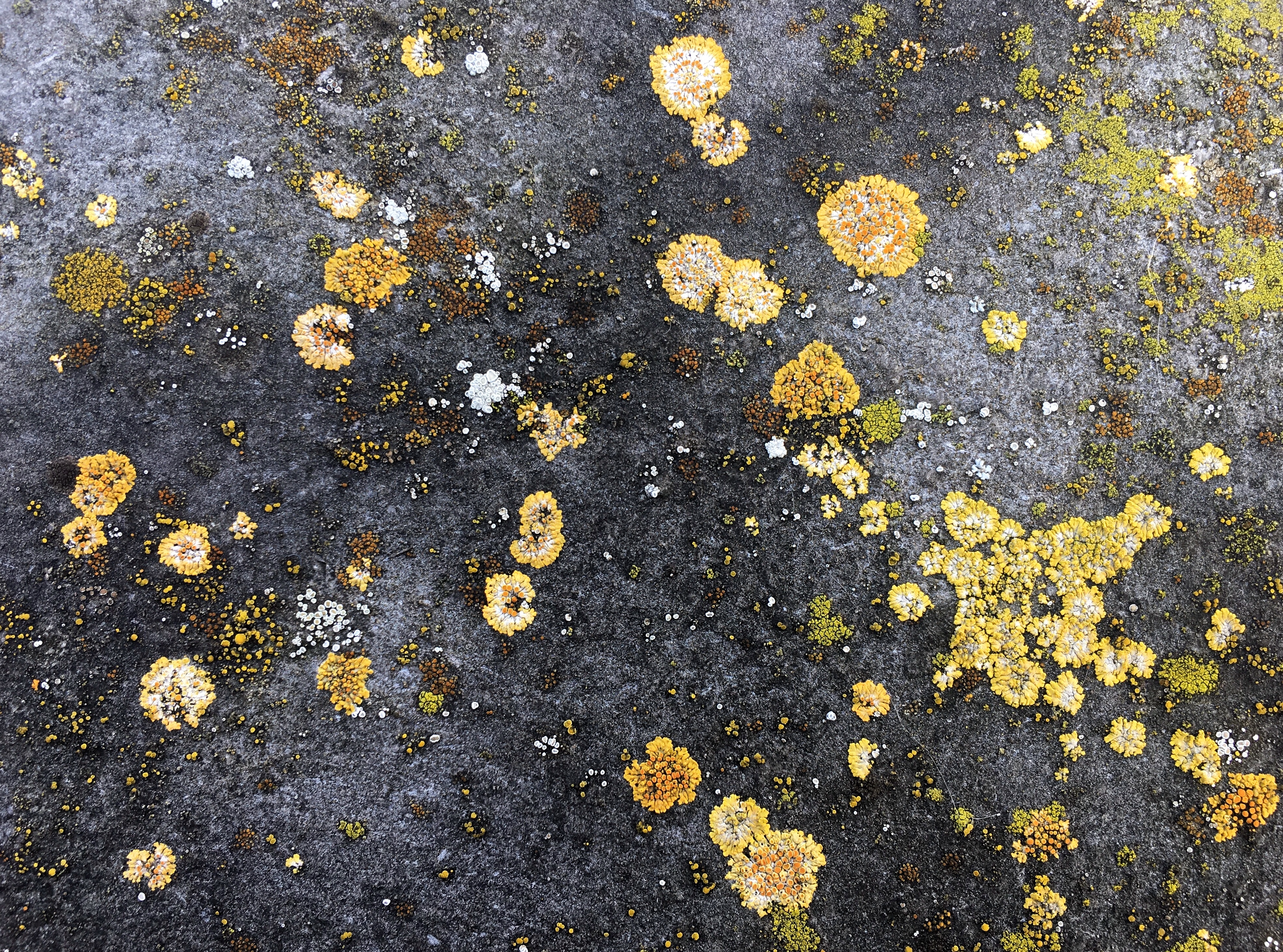
Sinaasappelkorst-associatie
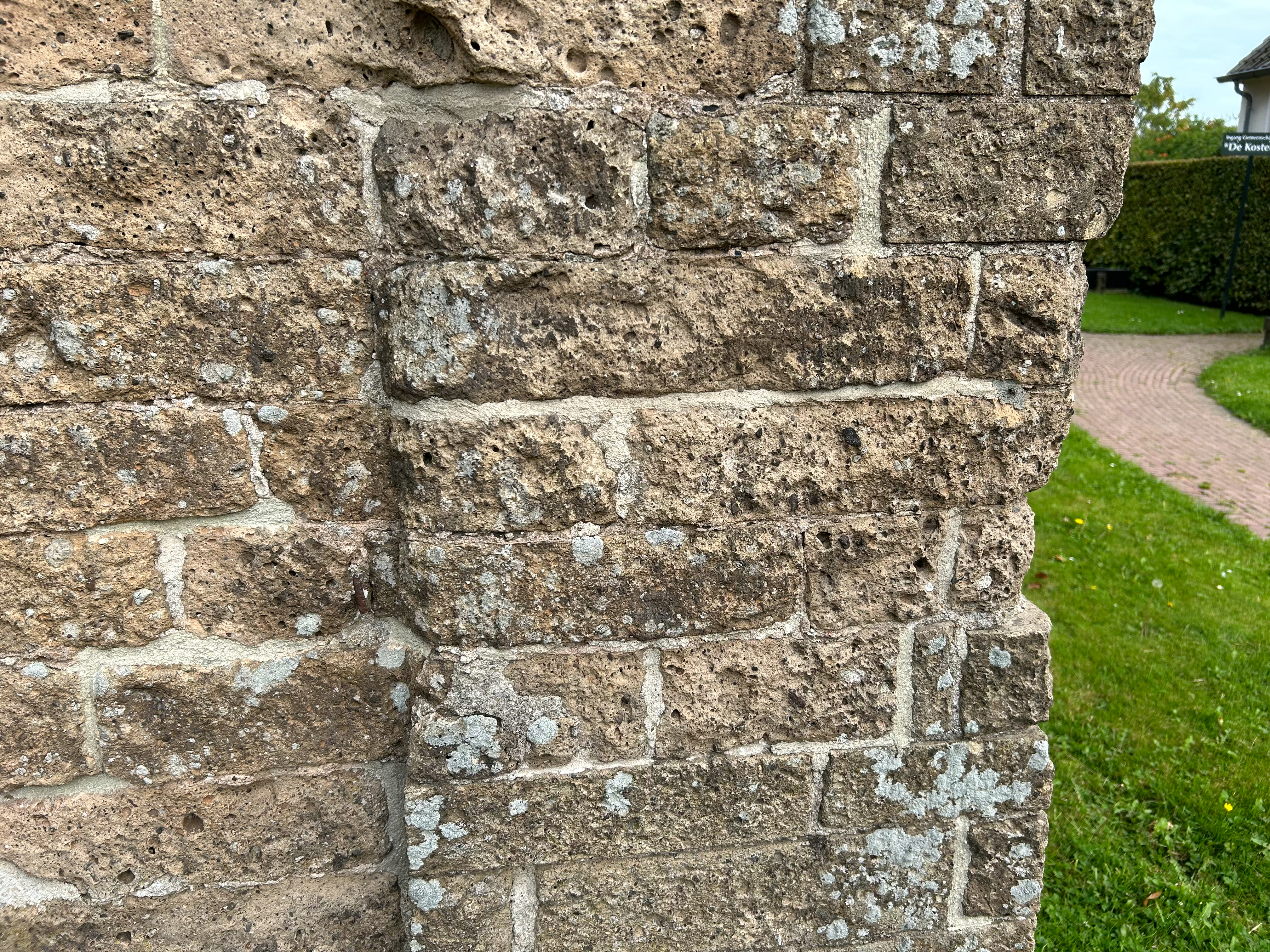
De associatie van oosterse schotelkorst